# Liu Cai

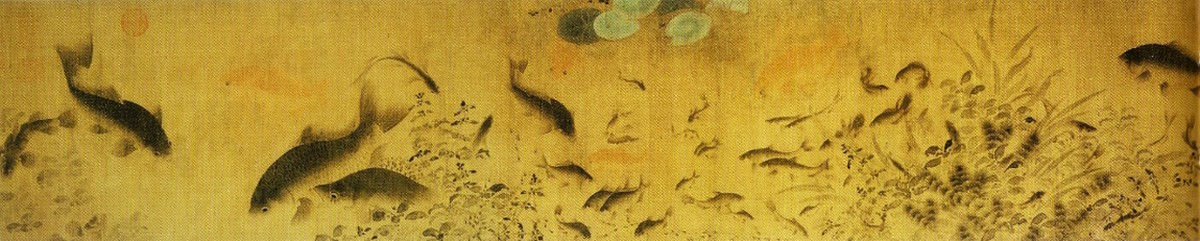
Poissons nageant parmi les fleurs tombées (détail 1) par Liu Cai

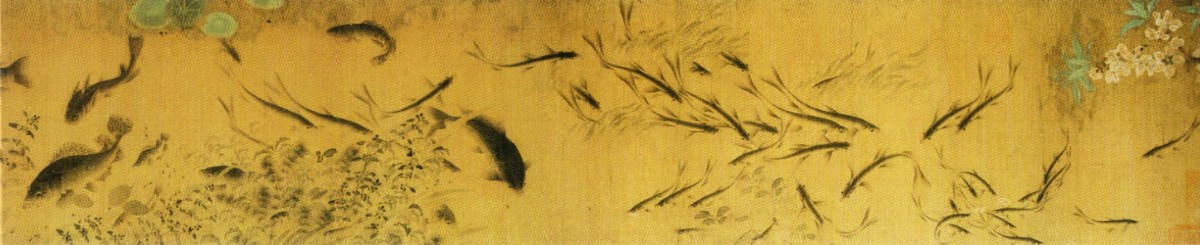
Poissons nageant parmi les fleurs tombées (détail 2) par Liu Cai

Liu Cai ou Lieou Ts'ai ou Liu Ts'ai (劉寀), surnommé Daoyuan (道源), Hongdao (宏道), est un peintre chinois, actif à Kaifeng (province du Henan) au XIe siècle.

## Biographie
Liu Cai, travaille sous le règne de l'empereur Huizong de (1068 à 1085). Peintre de poissons principalement.

## La peinture d'oiseaux et fleurs
Les fortes traditions établies à la cour des premiers Song par la famille Huang, du Sichuan, et de Xu Xi de Jinling, jettent les bases de toute la tradition Song de peinture d'oiseaux-et-fleurs, de la même manière que Li Cheng crée le style Song de la peinture de paysage. Ces deux grandes traditions connaissent des développements notables au cours du XIe siècle, qui les modifient et les font progresser. Il est d'ailleurs frappant de constater que tant de peintres, tous novateurs et individualistes, se partagent les faveurs particulières du rigoureux, sévère et hautement moraliste empereur Shenzong 3000-113.

## Les poissons et dragons
Nombre de grands maîtres aussi divers que Cui Bai et Liu Cai bénéficient de la protection de Guo Xi, grand paysagiste et peintre privé de Shenzong. Ces hommes figurent parmi les artistes les plus audacieux de leur temps. Le plus grand peintre de poissons de la période, commence à peindre alors que Guo Ruoxu rédige son ouvrage. Quand est compilé le Xuanhe huapu en 1120, Liu Cai est reconnu comme l'artiste qui fait évoluer la représentation de poissons morts sur des tables de cuisine à celle de formes vivantes se mouvant dans les profondeurs de l'eau, et il ouvre la liste des peintres dans la catégorie des dragons et poissons. Dong Yu, un maître du Xe siècle originaire de Piling (province de Jiangsu), est largement reconnu comme le plus grand peintre de dragons, mais aucune peinture de ce genre survit avant le XIIIe siècle.
Comme Cui Bai, son contemporain et son aîné, Liu est un peintre ambitieux et velléitaire, de ceux qui cherchent de nouveaux thèmes, de nouvelles idées, de nouveaux modes de représentation, et qui parfois réussissent, parfois échouent. La position de Liu Cai, qui apporte un nouveau souffle de vie à d'anciennes formes picturales, est très similaire à celle de Cui et à celle de Guo Xi dans le paysage.

## Nouveau style
Poissons nageant parmi les fleurs tombées, est une paisible symphonie de rythmes et de mouvements : par de multiples moyens, le peintre crée l'impression que poissons et bandes de poissons nagent, s'élancent ou dérivent au fil de l'eau. Il ouvre le rouleau sur une branche de fleurs de pêcher qui frôle l'eau, comme à l'entrée de la « Source des Fleurs de Pêcher » légendaire, et nous signale ainsi que nous entrons dans un royaume où le temps est immobilisé.

## Nouveau genre de composition
Un banc de menu fretin se dispute les débris des fleurs roses tombées dans l'eau ; un des poissons se sauve avec sa prise, cependant que les autres l'entourent et le suivent rapidement. En bas se profilent des herbes qui poussent dans la vase et, çà et là, des crevettes et autres crustacés. L'épaisse abondance protectrice des plantes aquatiques sur lesquelles enchaîne le rouleau est le lieu de reproduction des gros poissons environnants. On y voit fourmiller des ribambelles d'alevins et, en dessus, posées à plat sur la surface de l'eau, apparaissent des feuilles de nénuphar d'un vert lumineux.
Dans la troisième partie, un jardin de plantes aquatiques forme un bouquet de nuances délicieusement subtiles de lavis d'encre, de verts pâles et de bruns. Soudain, surgit un cyprin, d'un orange éclatant, puis des feuilles vert jade et encore plus de cyprins, tandis que la composition se referme sur l'apparition des figures matriarcales de ce monde aquatique, plusieurs énormes carpes qui sont, pour les petits poissons, les souverains de leur royaume.

## Nouvelle tradition
Le philosophe taoïste Zhuangzi a transmis l'image centrale du poisson dans la pensée chinoise en évoquant le « plaisir des poissons » oublieux de toute chose dans les profondeurs des eaux des fleuves et des lacs. Ce plaisir est le rêve toujours caressé, mais rarement accompli, des fonctionnaires affairés. Avant Liu Cai, il n'existe aucune correspondance visuelle de cet idéal, et rapidement ce thème devient populaire dans la peinture. En 1120, trente rouleaux de Dong Yu figurent dans la collection gouvernementale et il n'en reste rien, les poissons acquièrent par la suite bien d'autres formes et fonctions symboliques.
Les dragons et les poissons inspirent fortement les artistes chinois. Chacun à son époque, parmi les peintres de poissons, les plus célèbres sont Liu Cai sous les Song du Nord et, au XIIIe siècle, Fan Anren et Chao Kexiong, tous deux peintres à l'Académie.

## Symbolique chinoise
En remontant les fleuves pour  frayer au printemps, l'esturgeon fait preuve de sa force. S'il parvient à franchir les rapides du fleuve Jaune, il se transforme en dragon dans la gloire du soleil couchant. La carpe peut vaincre dans la même épreuve et se transformer elle aussi en dragon. Sous le signe du dragon, animal numineux, s'opère la transmutation de la force brute en énergie spirituelle dans l'unité de la vie.
Le dragon et le poisson sont insaisissables. Immobile dans la mobilité, l'« homme vrai » l'est aussi : « L'homme vrai ne dépend de rien. Il est libre... Il vit comme le poisson dans l'eau, qu'on ne sait ni tenir en joignant les mains, ni lâcher en les écartant »,.

## Musées
- Pékin (Mus. du Palais) :
  - Poissons, et fleurs tombées sur l'eau, rouleau en longueur, attribution.
  - Poissons jouant dans les plantes aquatiques, éventail, attribution.
  - Poissons nageant, feuille d'album inscrite avec le nom du peintre.
- Saint Louis (City Art Mus.)
  - Poissons nageant dans les plantes aquatiques et les feuilles tombées, rouleau en longueur, attribution ancienne.
- Taipei (Nat. Palace Mus.) :
  - Poisson et homard, colophon de Yao Shou (1423-1495), de la dynastie Ming.